# Teshana Vignes Waran
Teshana Vignes Waran (* 31. Oktober 1989) ist eine französische Badmintonspielerin. 

## Karriere
Teshana Vignes Waran gewann 2014 Bronze bei den nationalen Titelkämpfen. International gewann sie 2010 Silber bei den europäischen Hochschulmeisterschaften. 2008, 2011, 2012 und 2013 siegte sie bei den Strasbourg International. Auf dem Podium stand sie auch bei den Tahiti International 2013, den Spanish International 2013 und den Romanian International 2014.